# بارتو
بارتو (بالإنجليزية: Bartow)‏ هي مدينة أمريكية تقع في ولاية فلوريدا. تبلغ مساحة هذه المدينة 135.56 (كم²)،ويبلغ عدد سكانها 16959 نسمة حسب إحصاء سنة 2010 م 16959.تشير إحصاءات سنة 2000م بأن الكثافة السكانية في هذه المدينة تقدر بـ(125.1) نسمة/كم2 

## أعلام
- راي لويس
- كارل مايلز
- جيمس ستيوارت جونيور
- تريسي مكجرادي
- بيل سويفت
- توني برادلي
- سبيسرد ليندساي هولند